# Graeme Lloyd
Graeme John Lloyd (nacido el 9 de abril de 1967) es un ex lanzador de béisbol profesional nacido en Australia, que apareció con los Cerveceros de Milwaukee, los Yankees de Nueva York, los Azulejos de Toronto, los Expos de Montreal, los Marlins de Florida, los Mets de Nueva York y los Reales de Kansas City de la Liga Mayor de Béisbol.

## Carrera de juego
Lloyd jugó con los Cerveceros de Milwaukee, los Yankees de Nueva York, los Azulejos de Toronto y los Reales de Kansas City de la Liga Americana y los Expos de Montreal, los Marlins de Florida y los Mets de Nueva York de la Liga Nacional. Fue el tercer australiano nativo hasta el momento en lanzar en las Grandes Ligas de Béisbol, en julio de 2012.

### Resumen de carrera
Lloyd fue utilizado exclusivamente como lanzador de relevo durante sus diez años en las Grandes Ligas, terminando su carrera con 30 victorias contra 36 derrotas, 17 salvamentos y 97 presas.
En su apogeo, Lloyd lanzó una recta que alcanzó las 90 millas (144,8 km) por hora y un control deslizante. Más adelante en su carrera, agregó un palmball a su repertorio.
Durante gran parte de su carrera, fue utilizado como especialista zurdo. Este tipo de lanzador se usa contra el o los bateadores zurdos estrella de un equipo contrario al final de un juego. Lloyd se destacó en este papel para los Yankees de Nueva York en 1998 cuando registró la mejor efectividad de su carrera de 1.67. Esta efectividad llevó a los Toronto Blue Jays a exigir que Lloyd fuera incluido en un paquete anclado por el lanzador abridor David Wells cuando los Yankees canjearon por el abridor de Toronto Roger Clemens.
Lloyd se convirtió en el primer jugador de béisbol nacido en Australia en ganar una Serie Mundial en 1996 mientras jugaba para los Yankees de Nueva York que derrotaron a los Bravos de Atlanta en una serie de seis juegos. A Lloyd se le otorgó la victoria para el Juego 4 de la serie, reemplazando a Mariano Rivera en la novena entrada y forzando al bateador zurdo Fred McGriff a una doble matanza.
Lloyd se convirtió en dos veces campeón de la Serie Mundial para los Yankees en 1998, derrotando a los Padres de San Diego. Lloyd sigue siendo el único jugador de béisbol nacido en Australia que ha ganado una Serie Mundial.
Lloyd se perdió toda la temporada 2000 mientras se recuperaba de una cirugía artroscópica. En 2001, recibió el premio Tony Conigliaro, un reconocimiento nacional instituido en 1990 por los Boston Red Sox para honrar la memoria del fallecido Tony Conigliaro, otorgado anualmente a un jugador de Grandes Ligas (MLB) que mejor "supera un obstáculo y una adversidad a través de los atributos de espíritu, determinación y coraje que fueron marcas registradas de Conigliaro".

## Carrera internacional
Lloyd representó a su natal Australia en los Juegos Olímpicos de Atenas en 2004. Su compañero de equipo Dave Nilsson había hecho historia con él diez años antes, cuando, el 13 de abril de 1994, los hombres formaron la primera batería totalmente australiana en un juego de la MLB.

## Vida personal
La esposa de Lloyd, Cindy, padecía la enfermedad de Crohn, a la que sucumbió en 2000 a la edad de 26 años. En 2000 y 2001, Graeme actuó como portavoz de Graeme Lloyd and Jon Mechanic Field of Dreams, una organización benéfica que fue dedicada en nombre de Cindy Lloyd.
Actualmente es el entrenador de pitcheo del Perth Heat de la Liga Australiana de Béisbol.